# 템페스트
템페스트(The Tempest)는 '폭풍우'로 번역되며 1610년에서 1611년 사이에 윌리엄 셰익스피어가 집필한 작품이다.

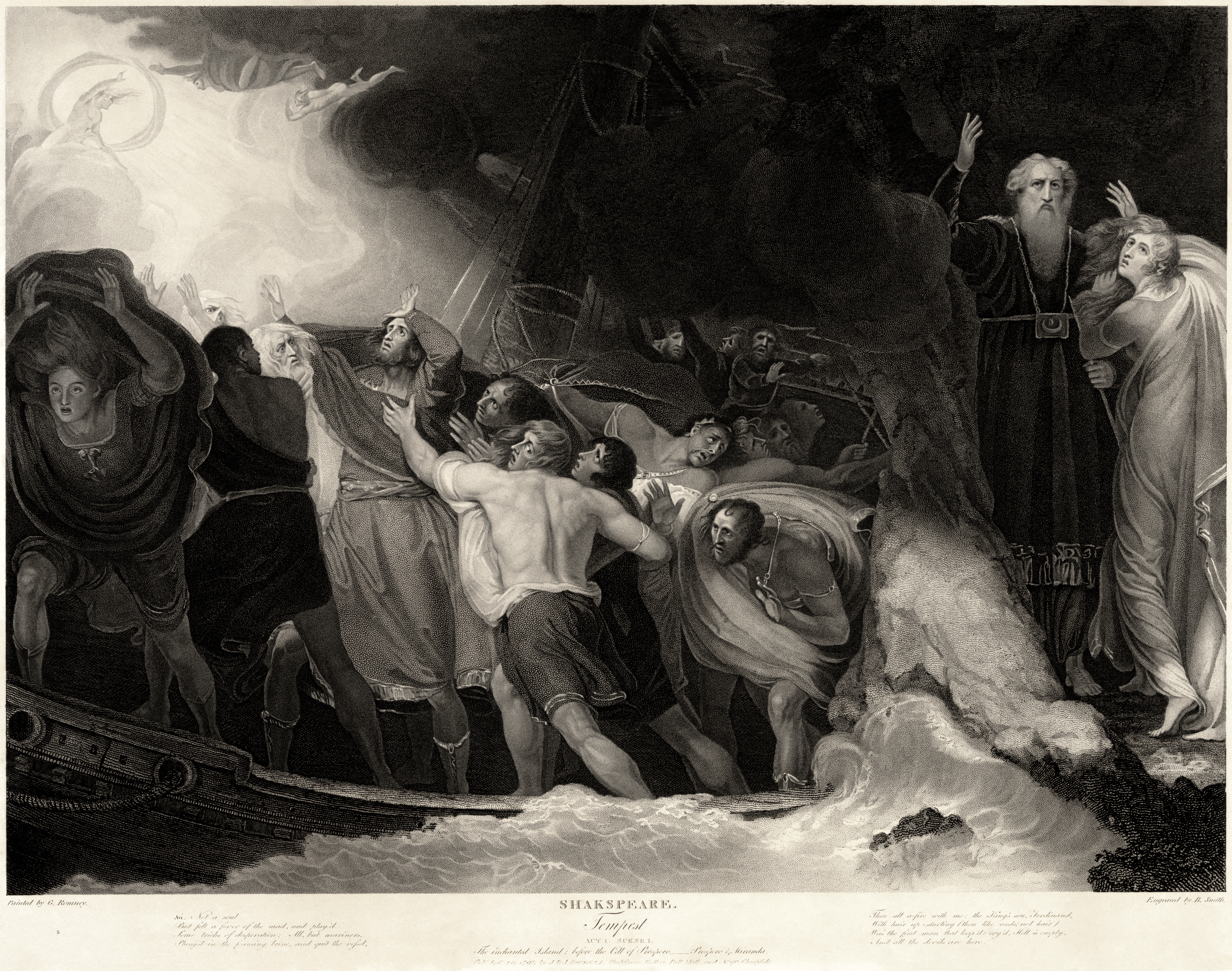
1막 1장의 난파 장면, 1797년 조지 롬니의 그림

밀라노의 공작이었지만 동생에게 공국(公國)을 빼앗긴 위풍당당한 마법사 프로스페로가 주인공이다. 대부분의 이야기는 칼리반과 에어리얼이란 괴물과 공기의 요정이 살고 있는 섬을 배경으로 펼쳐진다. 에어리얼과 칼리반이 자신의 섬에 침입한 자들에 대항하는 부분은 1950년대와 1960년대 탈식민주의 비평가들로부터 많은 호평을 받았다.
정확한 출처가 밝혀진것은 아니지만 학자들은 템페스트가 몽테뉴의 수필과 오비디우스의 변신이야기(Metamorphoses)등 당시의 여러 작품을 참고하여 작성되었다고 추정한다. 신고전주의 형식을 따른 템페스트의 기본 구조는 16세기에 유행했던 이탈리아의 즉흥 가면 희곡, 콤메디아델라르테(이탈리아어: commedia dell'arte)와 유사하다.
템페스트는 에드워드 블라운트(Edward Blount)에 의해 1623년 11월 8일 등재된 16개의 윌리엄 셰익스피어의 희극 중 하나다. 셰익스피어의 희곡을 처음으로 모아 출판한 퍼스트 폴리오(First Folio)에 첫 번째 작품으로 수록된 이후 지금까지 계속 개정판이 나오고 있다.

## 등장 인물
| - 프로스페로: 추방당한 밀라노의 공작이자 템페스트의 주인공. 현재 외딴 섬에 살고 위대한 마법사이다. - 미란다: 프로스페로의 딸. 나폴리의 왕자 페르디난드와 사랑에 빠져있다. - 에어리얼: 프로스페로의 명령을 따르는 요정으로, 가끔 그에게만 보이기도 한다. 시코락스 때문에 나무에 갇힌 것을 프로스페로가 구해준 뒤로 그의 노예로 살지만, 나중에 자유를 얻는다. - 칼리반: 야만적이고 사악한 섬 주민이자 시코락스의 기형적으로 생긴 아들. 시코락스는 프로스페로가 도착하기 전까지 그 섬을 지배했다. 칼리반은 현재 프로스페로의 노예이나 그를 경멸한다. 연극에서도, 그는 많은 멋진 저주를 하는 것으로 나온다. - 알론소: 나폴리의 왕 - 세바스티안: 알론소의 동생 - 안토니오: 밀라노 공작의 지위를 찬탈한 프로스페로의 동생 (프로스페로를 밀라노에서 추방함.) | - 페르디난드: 알론소의 아들 - 곤잘로: 프로스페로의 충신(프로스페로가 동생 안토니오에 의해서 밀라노에서 추방당하게 될때, 프로스페로의 배에 양식과 프로스페로의 마술 지팡이, 마술 옷, 마술 책을 넣어줌.) - 스테파노: 주정뱅이 주방장 - 트린큘로: 광대 - 아드리안·프란시스코: 귀족 - 이리스·세레스·주노: 젊은 연인들 앞에 마스크를 쓰고 등장하는, 여신으로 분한 요정 - 시코락스 : (등장하지 않음) 죽은 알제리의 마녀이고 칼리반의 엄마이다. 프로스페로가 도착하여 섬에 있는 에어리얼을 포함한 모든 요정을 노예로 부리기 전에 섬에서 추방당했다. |

## 줄거리

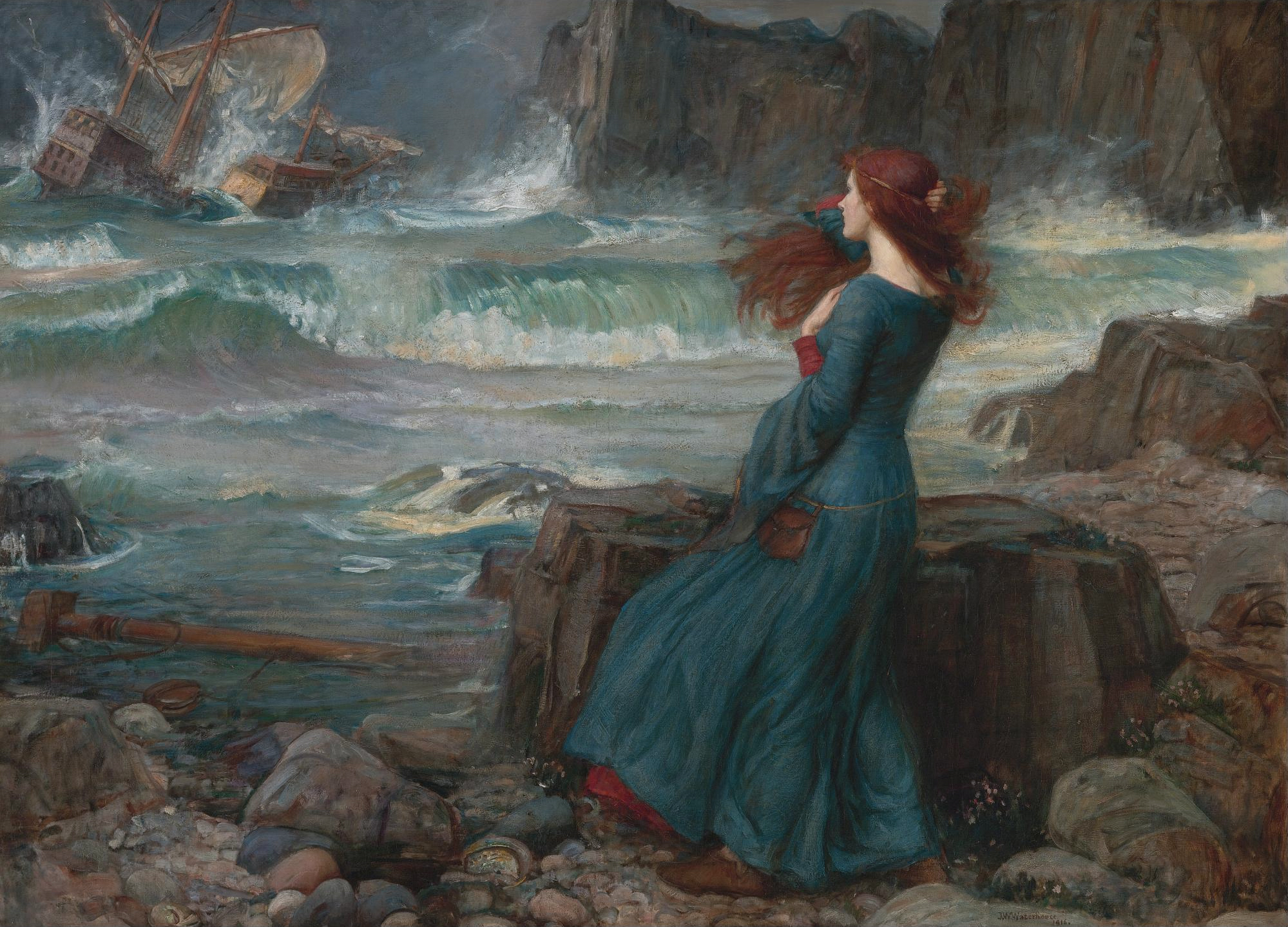
미란다, 존 윌리엄 워터하우스의 작품

프로스페로는 밀라노의 공작이었다. 질투심어린 동생 안토니오는 나폴리의 왕 알론소와 짜고 프로스페로를 그의 딸 미란다와 함께 바다로 추방한다. 프로스페로의 충신 곤잘로의 기지로 식량과 마법책을 실은 프로스페로의 배는 한 섬에 당도하여 그곳에서 12년간을 보내게 된다. 프로스페로는 이 섬에서 강력한 마법을 익힌다. 이 섬은 원래 마녀 시코락스가 공기의 정령 에어리얼을 부리며 다스리고 있었으나, 프로스페로가 섬에 당도하기전에 시코락스는 이미 사망하였고 그의 아들 칼리반이 에어리얼을 부리고 있었다. 프로스페로는 칼리반을 격퇴하여 칼리반과 에어리얼의 주인이 된다.
섬에서 지낸 지 12년이 지나 칼리반과 에어리얼의 주인이 되어 섬을 다스리던 프로스페로는 안토니오와 알론소가 탄 배를 발견한다. 분노에 찬 프로스페로는 칼리반과 에어리얼에게 알론소를 잡아올 것을 명하고 마법의 힘으로 폭풍을 일으킨다.
안토니오와 알론소 일행은 난파되어 간신히 섬에 상륙하나 뿔뿔이 흩어진다. 알론소와 안토니오 그리고 알론소의 동생 세바스티안은 일행과 떨어져 섬에 상륙하였다. 알론소가 잠이 든 사이 안토니오는 세바스티안에게 모반을 일이키도록 획책하나 에어리얼의 방해로 실패하고 만다. 한편, 알론소의 아들 페르디난드는 홀로 섬에 상륙하여 미란다를 만나게 되고 한 눈에 사랑에 빠지고 만다. 난파당한 이들 중에는 곤잘로도 있어 밀라노의 신하들과 함께 섬을 헤맨다.
난파당한 사람들은 서로 자신들만이 살아남았다고 생각한 채 섬을 헤매다 결국 모두 프로스페로의 암굴에 모이게 되고 프로스페로는 예전의 밀라노 공작 모습으로 이들 앞에 나타난다. 프로스페로는 안토니오와 알론소를 꾸짖고 알론소는 자신의 잘못으로 아들을 잃게 되었음을 자책한다. 프로스페로가 암굴 문을 열고 미란다와 페르디난드가 다정하게 함께 등장한다.

## 원전
템페스트는 전해 내려오던 여러 가지 이야기를 융합하여 하나의 극으로 만들어졌다. 템페스트에 영향을 준 원전들에 대한 학문적 연구는 18세기부터 있어 왔다. 학자들은 1523년 출판되어 1606년 영어로 번역된 에라스무스의 《난파》, 1555년 영어로 번역된 페드로 마르티르 데 앙기에라의 《신세계》등이 영향을 주었다고 추정하고 있다. 또한 학자들은 당대에 영국령 북아메리카 식민지에서 작품 활동을 하고 있던 윌리엄 스트레이치가 직접 경험한 씨 벤쳐 호의 난파에 대한 기록을 셰익스피어가 참조했다고 여기는 학자도 있다. 스트레이치는 1609년 씨 벤쳐 호를 타고 버뮤다 섬에서 버지니아주로 항해하던 중 난파 당하였다. 그러나 케네스 무어는 스트레이치의 기록이 1610년에야 쓰여졌고 1625년까지는 출판된 적이 없기 때문에 셰익스피어가 이 글을 읽었는지는 의문점이 있다고 고찰하였다. 오늘날의 학자들은 템페스트의 많은 부분이 루도비코 아리오스토가 1516년에 지은 낭만주의적 서사시 올란도 퓨리오소(이탈리아어: Orlando Furioso, 광인 올란도)에서 영향을 받았다고 여기고 있다. 아리오스토의 이야기 역시 에라스무스의 《난파》로부터 영향을 받아 지어진 것이다.
주인공과 그의 딸, 초자연적인 존재들, 그리고 시골 사람들이 등장하는 템페스트의 극 구조는 이탈리아의 연극 형식인 코메디아 델라르테에서 가져왔다. 코메디아 델라트레에서는 극의 활력을 불어넣는 어릿광대인 자니와 브리겔라가 종종 등장한다. 템페스트에서는 이 역할을 스테파노와 트란큘로가 맡고 있다.
한편, 곤잘로의 대사 한 구절에서는 카리브 제도의 풍습을 다룬 미셸 드 몽테뉴의 수필 《카니발에 대해》에서 가져온 문구가 보인다. 몽테뉴의 글은 1603년 영어로 번역되어 잉글랜드에 소개되었다.
| “ | 그런 나라가 있어... 교통 수단에 대해 알리도 없고, 문학이나 수학에 대한 지식도 없으며, 주인도 없고 정치따위도 없지. 관청, 부자, 빈곤, 계약, 상속, 분배같은 것도 없어. 직업이 없으니 게으르기만 하고, 존중이란 걸 모르니 다들 어중이 떠중이인데다가 옷도 없이 벗고 다니지. 땅에서 뭘 기르지도 못해서 포도주, 옥수수, 곡식 같은 것도 없지. 거기선 거짓이니 위선이니 반역이니 질투니 하는 말은 들어본적도 없어 | ” |

## 출판 시기

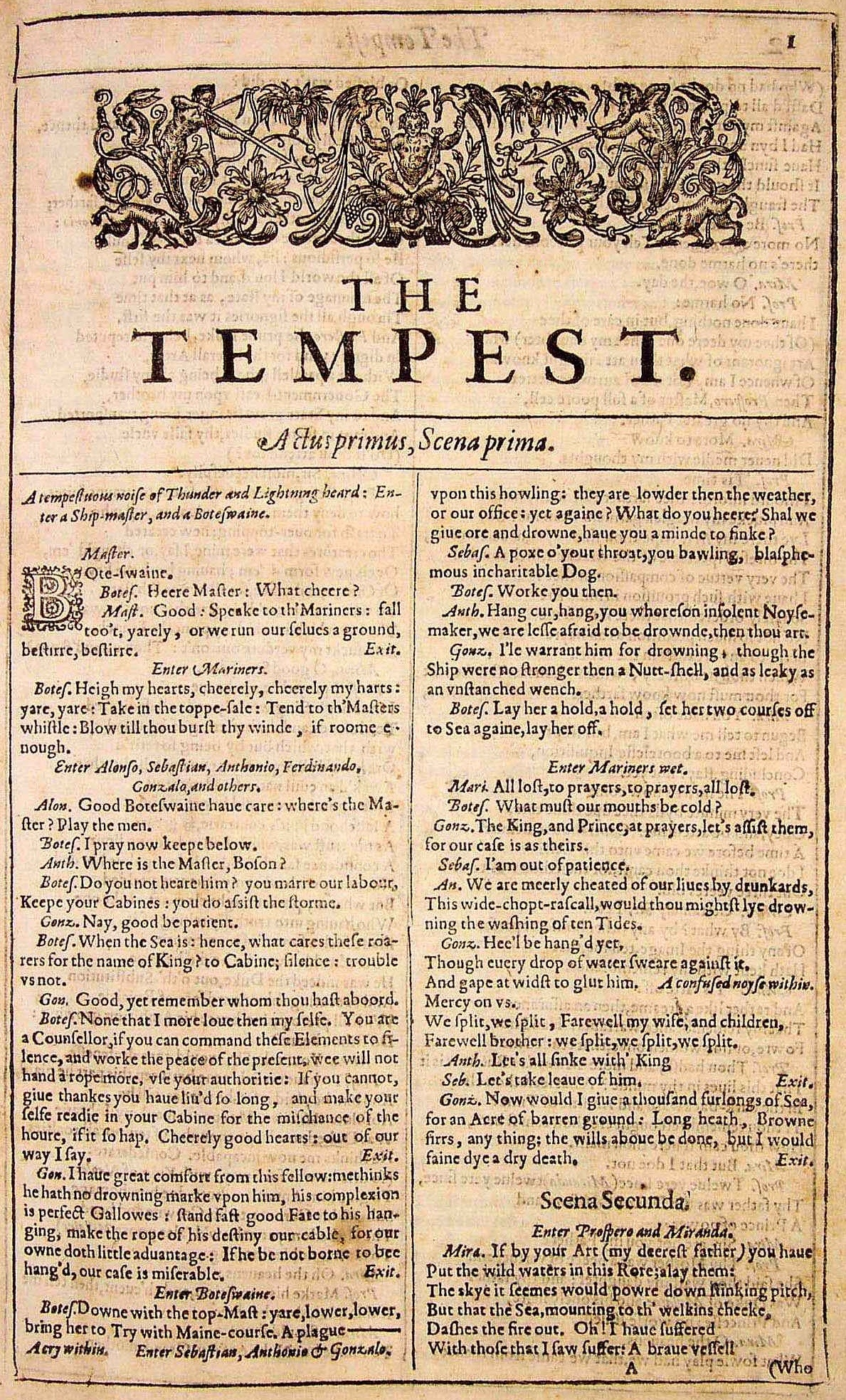
1623년 출간된 템페스트 초판

템페스트는 셰익스피어가 1610 - 11년 사이에 저술한 것으로 알려져 있다. 그리고 학자들은 대부분 템페스트가 셰익스피어가 단독으로 저술한 마지막 희곡이라 여긴다. 아마도 《겨울 이야기》가 쓰여진 때와 비슷한 시기에 템페스트를 완성했을 것이라 추정된다. 셰익스피어의 희곡을 출판했던 출판인 에드워드 브룬트는 1623년 11월 8일 템페스트를 셰익스피어의 16번째 희곡으로 등재하였다.

## 주제와 모티브

### 공연
셰익스피어는 템페스트를 통해 프로스페로의 마술과 에어리얼의 능력에 의해 배가 난파당하는 웅장한 광경을 극으로 표현하고자 하였다. 프로스페로가 환영을 보면서 "거대한 지구(글로브,globe)..."를 일컫는 대사로 미루어 보아 템페스트는 글로브 극장에서 공연된 것으로 보인다. 셰익스피어의 창작물인 정령 에러리얼은 극 중에서 님프, 하피, 세레스 등의 모습으로 등장하여 그리스 신화적인 요소를 보여 준다.

### 마법
셰익스피어 시대에 유럽에서 마법은 논란이 있는 소재였다. 1600년 이탈리아에서는 조르다노 브루노가 오컬트 의식을 행하였다는 죄목으로 화형에 처해지기도 하였다. 로마 가톨릭의 힘이 닿지 않는 개신교 국가였던 잉글랜드에서조차 마법은 금기의 대상이었다. 당시 사람들은 마술이 악마에 의한 것이라 여겼다. 셰익스피어 역시 마법에 대해 조심스러울 수밖에 없었고 결국 프로스페로가 직접 마법을 사용하는 것이 아니라 에어리얼을 부리는 것으로 극을 설정하였다.

## 음악
- 베토벤의 피아노 소나타 제 17번은「폭풍우」의 통칭을 가진다. 이것은 제자인 신틀러로부터 이 곡의 해석에 대해 질문받았을 때에「셰익스피어의「폭풍우」를 읽으면 이해할 수 있다」라고 대답했다고 하는 일화에 유래한다.
- 차이콥스키는 셰익스피어 극을 소재로 3곡의「환상 서곡」을 작곡한 바 있어, 그 한 곡이「폭풍우」이다.
- 시벨리우스는 이 희곡을 위해서 부수 음악을 작곡하고 있다. 후에 그 중에서 서곡과 2개의 모듬곡이 연주회용으로 짜졌다.
- 아데스의 동명 오페라가 코벤트 가든 왕립 오페라 극장에서 2004년 2월 초연, 비평가의 찬사를 받았다.

## 영향을 받은 책
- 올더스 헉슬리의 작품인 <멋진 신세계> 는 템페스트의 타이틀을 참고하였고 유전적으로 조작한 시민들과 그들의 사회적 영향을 탐구하였다.

## 영향을 받은 영화
- 1956년에 나온 과학 소설 영화인 < 금지된 행성 >은 우주에 있는 한 행성에 대한 이야기인데, 모비우스 교수와 그의 딸인 알타이라는 각각 프로스페로와 미란다를 상징한다.

## 기타
알론소의 죽음을 애도하는 '에어리얼의 노래' Full fathom five thy father lies 중 일부가 영국의 시인 퍼시 비시 셸리의 묘지석 비문에 인용되었다.
Cor Cordium
...
Nothing of him that doth fade, 그의 어떤 것도 사라지지 않고,

But doth suffer a sea-change 밀물과 썰물의 조화 속에

Into something rich and strange. 귀하고 신비한 것 되었네.

### 참고 문헌
- Auberlen, Eckhard (1991). "The Tempest and the Concerns of the Restoration Court: A Study of The Enchanted Island and the Operatic Tempest". Restoration: Studies in English * Literary Culture, 1660–1700 15: 71–88. ISSN 1941-952X.
- Billington, Michael (1 January 1989). "In Britain, a Proliferation of Prosperos". The New York Times. Retrieved on 20 December 2008.
- Brode, Douglas. 2001. Shakespeare in the Movies: From the Silent Era to Today. New York: Berkley Boulevard Books. ISBN 0-425-18176-6.
- Carey-Webb, Allen. 1993. Shakespeare for the 1990s: A Multicultural Tempest in The English Journal (Apr 1993) 82.4 30-35.
- Cartelli, Thomas. 1995. After "The Tempest:" Shakespeare, Postcoloniality, and Michelle Cliff's New, New World Miranda. in Contemporary Literature (Apr 1995) 36.1 82-102.
- Chambers, Edmund Kerchever (1930). William Shakespeare: A Study of Facts and Problems. Oxford: Clarendon Press.
- Coursen, Herbert. 2000. The Tempest: A Guide to the Play Westport: Greenwood Press, 2000. ISBN 0-313-31191-9.
- Croyden, Margaret (1969). "Peter Brook's Tempest". The Drama Review: TDR 13 (3): 125–8. doi:10.2307/1144467.
- Dawson, Anthony (2002). "International Shakespeare". in Wells, Stanley; Stanton, Sarah. The Cambridge Companion to Shakespeare on Stage. Cambridge: Cambridge University * Press. pp. 174–93. ISBN 0-521-79711-X.
- Dobson, Michael (1992). The Making of the National Poet: Shakespeare, Adaptation and Authorship, 1660–1769. Oxford: Oxford University Press. ISBN 978-0-19-818323-5.
- Dolan, Frances E. 1992. The Subordinate('s) Plot: Petty Treason and the Forms of Domestic Rebellion. in Shakespeare Quarterly (Oct 1992) 43.3 317-340.
- Dymkowski, Christine (2000). The Tempest. Cambridge: Cambridge University Press. ISBN 978-0-521-78375-0.
- Elze, Karl (1874). "The Date of the Tempest". in Dora L. Schmitz. Essays on Shakespeare. London: Macmillan & Co..
- Forsyth, Neil. 2000. Shakespeare the Illusionist: Filming the Supernatural in Jackson (2000, 274-294)
- Gay, Penny (2002). "Women and Shakespearean Performance". in Wells, Stanley; Stanton, Sarah. The Cambridge Companion to Shakespeare on Stage. Cambridge: Cambridge University Press. pp. 155–73. ISBN 0-521-79711-X.
- Gibson, Rex (2006). The Tempest. Cambridge Student Guides. Cambridge: Cambridge University Press. ISBN 0-521-53857-2.
- Gielgud, John. 1991. Acting Shakespeare Charles Scribner's Sons. ISBN 1-55783-374-5
- Gielgud, John (2005). Sir John Gielgud: A Life in Letters. Arcade Publishing. ISBN 978-1-55970-755-8.
- Gilman, Ernest B. 1980. "All eyes": Prospero's Inverted Masque. in Renaissance Quarterly (July 1980) 33.2 214-230.
- Greenhalgh, Susanne (2007). "Shakespeare overheard: performances, adaptations, and citations on radio". in Shaughnessy, Robert. The Cambridge Companion to Shakespeare and Popular Culture. Cambridge: Cambridge University Press. pp. 175–98. ISBN 978-0-521-60580-9.
- Gurr, Andrew. 1989. The Tempest's Tempest at Blackfriars in Shakespeare Survey 41, Cambridge University Press, 1989. 91-102.
- Halliday, F. E. 1964. A Shakespeare Companion 1564-1964. Baltimore, Penguin. ISBN 0-7156-0309-4
- Hirst, David L. 1984. The Tempest: Text and Performance. Houndmills, Hants. ISBN 978-0-333-34465-1
- Howard, Tony. 2000. Shakespeare's Cinematic Offshoots in Jackson (2000, 295-313).
- Howard, Tony. 2003. Shakespeare on Film and Video in Wells and Orlin (2003, 607-619)
- Hunter, Joseph. Disquisition on the Scene, Origin, Date & etc. of Shakespeare's Tempest.
- Jackson, Russell ed. 2000. The Cambridge Companion to Shakespeare on Film. Cambridge: Cambridge University Press. ISBN 0-521-63975-1
- Kennedy, Michael; Vaughan Williams, Ralph (1992). The Works of Ralph Vaughan Williams. Oxford University Press. ISBN 0-19-816330-4.
- Loomie, Albert J. (1971). "King James I's Catholic Court". Huntington Library Quarterly 34 (4): 303–16.
- Malone, Edmond (1808). An Account of the Incidents, from which the Title and Part of the Story of Shakespeare's Tempest were derived, and its true date ascertained. London: C. and R. Baldwin, New Bridge-Street.
- Marsden, Jean I. 2002. Improving Shakespeare: from the Restoration to Garrick in Wells & Stanton (2002, 21-36).
- Moody, Jane. 2002. Romantic Shakespeare in Wells & Stanton (2002, 37-57).
- Muir, Kenneth. 1978. The Sources of Shakespeare's Plays. New Haven: Yale University Press.
- Nixon, Rob. 1987. Caribbean and African Appropriations of 'The Tempest'. in Critical Inquiry (Apr 1987) 13.3 557-578.
- Orgel, Stephen (1984). "Prospero's Wife". Representations 8 (October): 1–13. doi:10.1525/rep.1984.8.1.99p00753.
- Orgel, Stephen (1987). The Tempest. The Oxford Shakespeare. Oxford: Oxford University Press. ISBN 978-0-19-953590-3.
- Orgel, Stephen (2007). "Shakespeare illustrated". in Shaughnessy, Robert. The Cambridge Companion to Shakespeare and Popular Culture. Cambridge: Cambridge University Press. pp. 67–92. ISBN 978-0-521-60580-9.
- Rozakis, Laurie. 1999. The Complete Idiot's Guide to Shakespeare. New York: Alpha Books. ISBN 0-02-862905-1
- Saccio, Peter (1980). "American Shakespeare Theatre, Stratford, Connecticut". Shakespeare Quarterly (Johns Hopkins University Press) 31 (2): 187. doi:10.2307/2869526. ISSN 00373222.
- Sanders, Julie. 2007. Shakespeare and Music: Afterlives and Borrowings. Cambridge: Polity Press. ISBN 978-0-7456-3297-1
- Schoch, Richard W. 2002. Pictorial Shakespeare in Wells & Stanton (2002, 58-75).
- Shaughnessy, Robert. 2007. The Cambridge Companion to Shakespeare and Popular Culture. Cambridge: Cambridge University Press. ISBN 978-0-521-60580-9
- Stritmatter, Roger; Kositsky, Lynne (2007). "Shakespeare and the Voyagers Revisited". The Review of English Studies 58 (236): 447–72. doi:10.1093/res/hgl152. Lay summary.
- Tannenbaum, Samuel A. 1966. The Forman Notes chapter in Shakespearean Scraps and Other Elizabethan Fragments
- Tatspaugh, Patricia. 2003. Performance History: Shakespeare on the stage 1660-2001 in Wells and Orlin (2003, 525-549)
- Thomson, Peter (2002). "The Comic Actor and Shakespeare". in Wells, Stanley; Stanton, Sarah. The Cambridge Companion to Shakespeare on Stage. Cambridge: Cambridge University Press. pp. 137–54. ISBN 0-521-79711-X.
- Tovey, Donald Francis (1931). A Companion to Beethoven's Pianoforte Sonatas. Ams Pr. ISBN 978-0-404-13117-3.
- Tuttle, Raymond (1996). "Michael Nyman: Noises, Sounds & Sweet Airs". Retrieved on 21 December 2008.
- Vaughan, Virginia Mason; Alden T. Vaughan (1999). The Tempest. The Arden Shakespeare, Third Series. Thomas Nelson and Sons. ISBN 978-1-903436-08-0.
- Vaughan, Alden T. (2008). "William Strachey's "True Reportory" and Shakespeare: A Closer Look at the Evidence". Shakespeare Quarterly (Johns Hopkins University Press) 59 (3): 245. doi:10.1353/shq.0.0017. ISSN 15383555.
- Wells, Stanley and Sarah Stanton eds. 2002. The Cambridge Companion to Shakespeare on Stage. Cambridge: Cambridge University Press. ISBN 0-521-79711-X
- Wells, Stanley and Lena Cowen Orlin. 2003. Shakespeare: An Oxford Guide. Oxford: Oxford University Press. ISBN 0-19-924522-3
- Ylirotu, Jeremias (2005). "Sibelius: Incidental Music for the Tempest, op. 109 보관됨 2015-09-24 - 웨이백 머신". Retrieved on 7 December 2008.